# Palacio Taranco
El Palacio Taranco, ubicat davant la Plaça Zabala, al centre del barri de la Ciudad Vieja, a Montevideo, Uruguai, és un palau erigit durant la primera meitat del segle XX l'estil del qual va rebre la influència de l'arquitectura francesa.
Va ser dissenyat pels arquitectes francesos Charles-Louis Girault i Jules Chifflot León qui també van dissenyar el Petit Palais i l'Arc de Triomf de París. Aquest edifici colonial conté mobles i cortinatges de l'Uruguai i actualment és seu del Museu d'Arts Decoratives de Montevideo. El palau és sovint utilitzat per a reunions entre membres del govern uruguaià.
El palau va ser originalment propietat de la família Taranco Ortíz, els quals van encarregar la construcció de l'immoble el 1907 i es va acabar el 1910. Es va edificar sobre el primer teatre de Montevideo a la zona teatral històrica de la ciutat que havia estat construïda el 1793. El 1943 l'estat uruguaià va comprar la residència i part dels mobles, i va obtenir accés a les seves obres d'art però no va ser fins a l'any 1975 que van ser transferides a l'estat, convertint-se en Marca Històrica Nacional el 1979.

## Museu
El Museu d'Arts Decoratives alberga diverses pintures, escultures, tèxtils, ornaments i mobiliari d'origen europeu. A la planta baixa i al primer pis de l'edifici hi ha mobiliari que va pertànyer a Lluís XV i a Lluís XVI amb fines incrustacions, les obres de Ribera (1591–1652), Teniers (1610–1690), Mierevelt (1567–1641), Van der Helst (1613–1670), Appiani (1754–1817), Pradilla (1846–1921), Zuloaga (1870–1945), i Sorolla (1863–1923); les escultures de Benlliure (1862–1947), Bouchard (1875–1969), Landowski (1875–1961), Vermare (1899–1919), etcètera.
El museu també té una gran col·lecció d'art i arqueologia clàssics al soterrani, com ara artefactes de ceràmica, cristal i bronze, a més de diversos articles relacionats amb el grecoromà i l'Orient Pròxim. El museu també conté col·leccions de tèxtils, des de cortines perses fins a tapissos flamencs, a més de diversos ungüents, olis i perfums.